# Selymes durbincs
A selymes durbincs (Gymnocephalus schraetser) a sugarasúszójú halak (Actinopterygii) osztályának sügéralakúak (Perciformes) rendjébe, ezen belül a sügérfélék (Percidae) családjába tartozó védett faj.
Elterjedése a Duna és mellékfolyóira korlátozódik. Magyarországon endemikus halfaj és az igényeinek megfelelő folyószakaszokon nagy állománysűrűséget is el tud érni. Természeti értéke nagyobb, mint a gazdasági jelentősége és egyedül a ragadozók táplálékaként játszik kisebb szerepet.

## Előfordulása
A selymes durbincs élőhelye a Duna mélyebb, homokos vagy kavicsos medrű részei, valamint a mellékfolyók alsó szakasza Bajorországtól a torkolatig. Kifejezetten sodráskedvelő magas oxigénigényű folyóvízi halfaj, a vágó durbincs és a széles durbincs mellett a leginkább reofil, hiszen állóvizekben nemigen lehet vele találkozni.  Állományait a duzzasztók építése veszélyezteti, de a vízszennyezésekre nem kifejezetten érzékeny. Magyarországon több folyószakaszon már kipusztult.

### Hasonló fajok
Jellegzetesen különbözik a többi haltól, de legközelebbi rokonai a vágó durbincs és a széles durbincs. Őket lehet hasonlónak tekinteni, bár hátúszójuk megegyező felépítését leszámítva nehéz megegyező jegyeket találni, hiszen a selymes durbincs hosszanti csíkozása egyedülálló.

## Megjelenése
A hal teste megnyúlt, mérsékelten magas, oldalról lapított. Kis termetű testhossza 15-25 centiméter, legfeljebb 30 centiméter. Testtömege 250 gramm. 55-63 fésűs apró pikkelye van egy hosszanti sorban, oldalvonala nem teljes. Alapszíne zöldessárga, hátán és oldalán 3-4 sötétbarna, helyenként megszakadó, keskeny hosszanti csíkkal. A fej alsó felén hosszú, sekély nyálkagödröcskék vannak. Kopoltyúfedői hosszú tüskével rendelkeznek. Az elő-kopoltyúfedőkön több rövid tüske található, a mellúszó felett is erős tüske ül.

## Életmódja
A selymes durbincs ritka fenékhal. A közepes méretű és a nagyobb folyók áramláskedvelő halaként ismert. Valójában azonban nem annyira az áramlás erőssége, mint inkább annak állandósága és a víztömeg nagysága a fontos számára és ezt igényli. Érdekesség, hogy a Tisza-tóban korábban gyakori volt, ugyanis valójában nem a tározótérben, hanem a rajta keresztülhaladó folyómeder áramlásában találta meg a létfeltételeit. Tápláléka bentonikus szervezetek apróbb fenéklakó állatok, férgek, apró rákok, rovarlárvák, halivadék és a víz által sodort szerves törmelék. Legjelentősebb állományai a márna- és a dévérzónára jellemzőek, de már a paduczóna alsó régiójában is előfordulhat. Legfeljebb 15 évig élhet.

## Szaporodása
Hároméves korára lesz ivarérett és április - májusban ívik. Az ikrások íváskor a folyók sóderes szakaszain a mederfenékre szórják 5000-9000 darab körülbelül 1 milliméter nagyságú ikráját, amely a kavicsokhoz vagy a mederfenékhez jól tapad.

## Felhasználása
A selymes durbincsnak nincs ipari mértékű halászata; azonban a sporthorgászok kedvelik és csalétekként is használják.